# Vals GR
| GR ist das Kürzel für den Kanton Graubünden in der Schweiz. Es wird verwendet, um Verwechslungen mit anderen Einträgen des Namens Vals zu vermeiden. |

Vals ([fals], von den Walserdeutsch sprechenden Einheimischen Falsch [faɫʃ] ausgesprochen, rätoromanisch Val [val]ⓘ) ist eine politische Gemeinde im Schweizer Kanton Graubünden. Sie gehört zur Region Surselva.
Vals ist eine walserdeutsche Sprachinsel im rätoromanischen Val Lumnezia. Die Walser sind Nachkommen von Oberwallisern, die im 14. Jahrhundert einwanderten und die höchstgelegenen Täler Graubündens besiedelten.

## Geographie

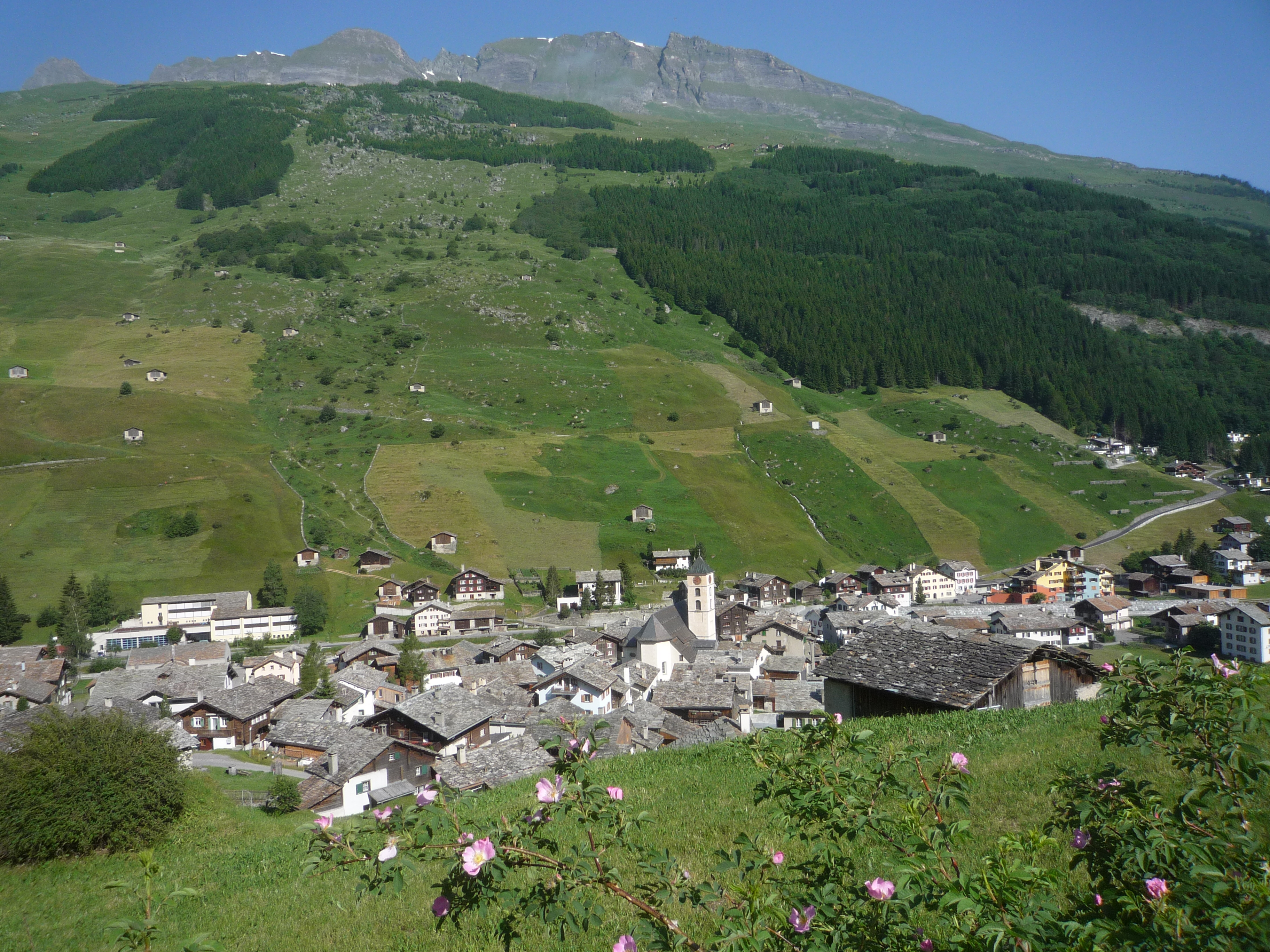
Dorf Vals mit Steinplattendächern

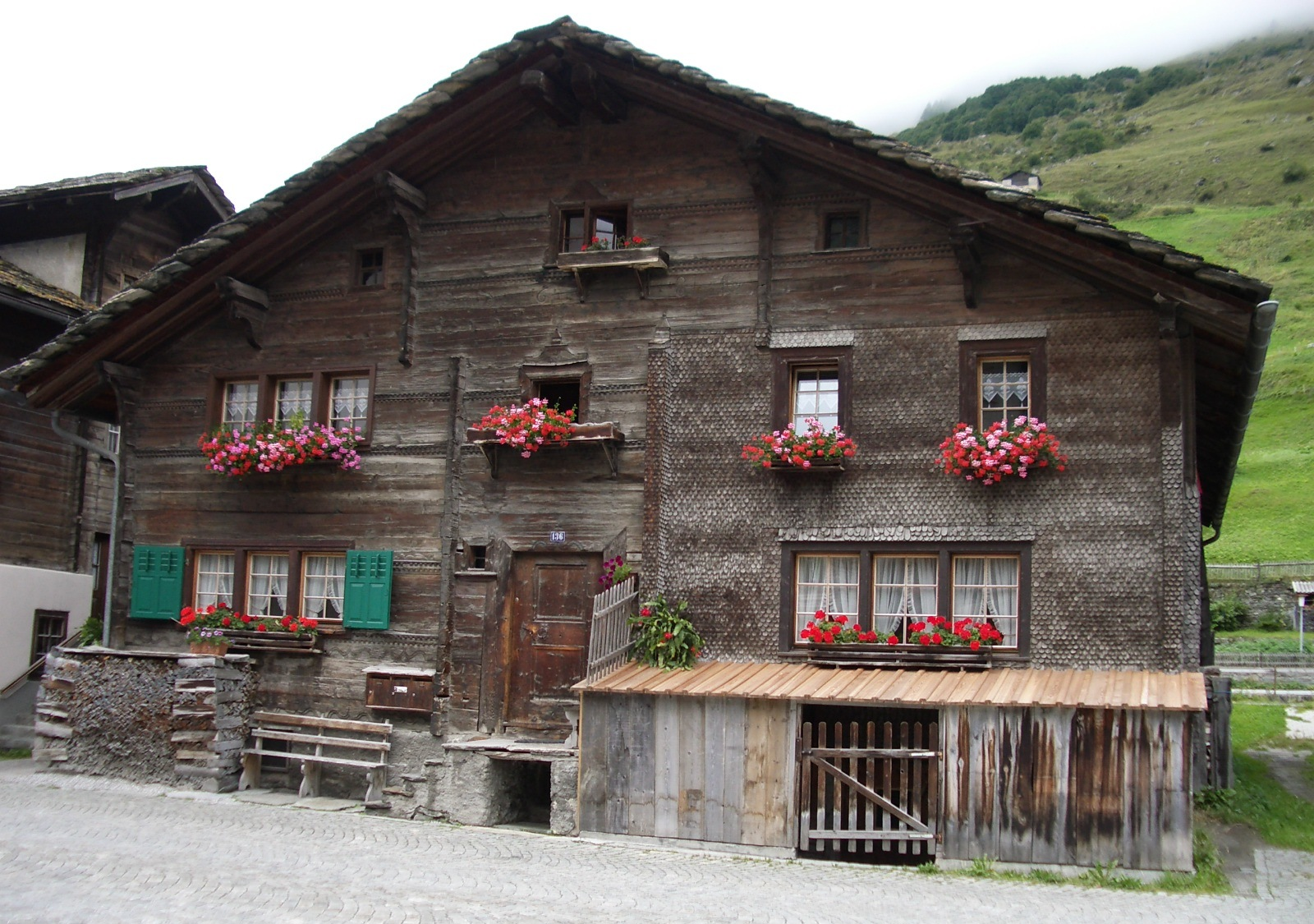
Altes Walserhaus am Dorfplatz von Vals

Das Gemeindegebiet besteht aus fünf Tälern, wobei jedoch nur das Haupttal, das Valser Tal bewohnt ist, das vom Valser Rhein durchflossen wird. Der Ort Vals wird in diesem Haupttal von zwei Schluchten, jeweils im Norden und im Süden, abgeschnitten. Von den knapp 176 km² Fläche besteht knapp die Hälfte aus Wiesland und Alpweiden, der Bergwald bedeckt acht Prozent des Tals, und der Rest besteht aus Fels und Eis (Gletscher). Flächenmässig etwa so gross wie das Fürstentum Liechtenstein ist Vals eine der grössten Gemeinden der Schweiz. Die höchste Erhebung mit Anteil der Gemeinde Vals ist das Rheinwaldhorn auf 3402 m ü. M.
Die Nachbargemeinden von Vals sind nördlich Lumnezia (rätoromanisches Sprachgebiet), östlich Safiental (deutschsprachig) sowie südlich Nufenen (deutsch), Hinterrhein (deutsch), sowie jenseits der Adula-Alpen die Gemeinde Blenio (italienischsprachig).
Der Dorfkern heisst Vals Platz.
Es gibt auf dem Gebiet der Gemeinde Vals eine ganze Reihe typischer Walser-Hofsiedlungen, die früher alle ganzjährig bewohnt waren. Die meisten werden heute noch als Maiensäss genutzt. Ganzjährig bewohnt ist neben Vals Platz nur noch der südwestlich oberhalb des Dorfs gelegene Weiler Leis.
Die erwerbstätige Bevölkerung arbeitet zu 23 % in der Land- und Forstwirtschaft, zu 29 % in Industrie und Gewerbe und zu 48 % im Dienstleistungssektor.

## Geschichte

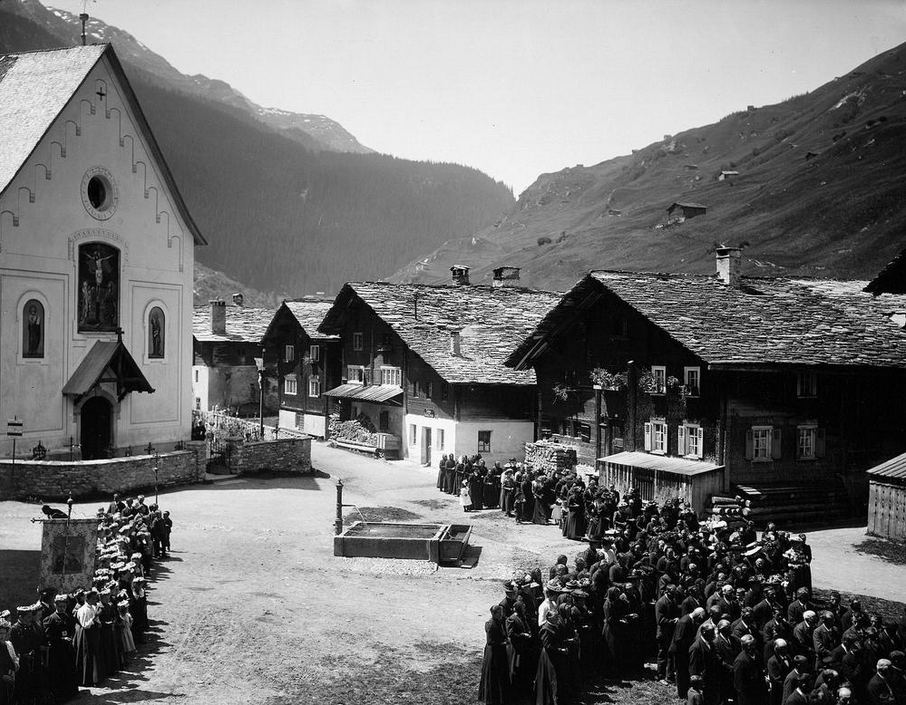
Fronleichnamsprozession in Vals, 1911

Luftbild aus 4000 m von Walter Mittelholzer (1919)

Funde aus der Bronzezeit wurden im Umfeld der Therme und am Tomülpass, solche aus der Eisenzeit am Aufstieg zum Valserberg gemacht. Im 11. und 12. Jahrhundert wurde das Valsertal von Romanen extensiv genutzt, wie der Ortsname Vals (zu romanisch val ‚Tal‘) sowie eingedeutschte romanische Flurnamen wie Selvaalp (zu romanisch selva ‚Wald‘) bezeugen. Um 1290 bestanden im Talgrund vier bis sieben Höfe mit Viehzucht, vor allem Schafhaltung. Nach 1300 rodeten deutschsprachige Walser aus dem Rheinwald und vielleicht aus dem Valle di Blenio auch die Seitentäler. Der Grundherrschaft waren Zuzüger durchaus nicht unerwünscht und dementsprechend erfolgte die Besiedelung im Einvernehmen. Die Siedler in Zervreila waren vielleicht italienischsprachige Kolonisten von Blenio. Die Walser wurden in ihrer Expansion talauswärts erst 1457 durch das Bodenverkaufs- und Heiratsverbot der Lugnezer gebremst. Die Leute von Blenio bestiessen bis Ende des 19. Jahrhunderts über den Passo di Soreda zwei Alpen im oberen Tal.

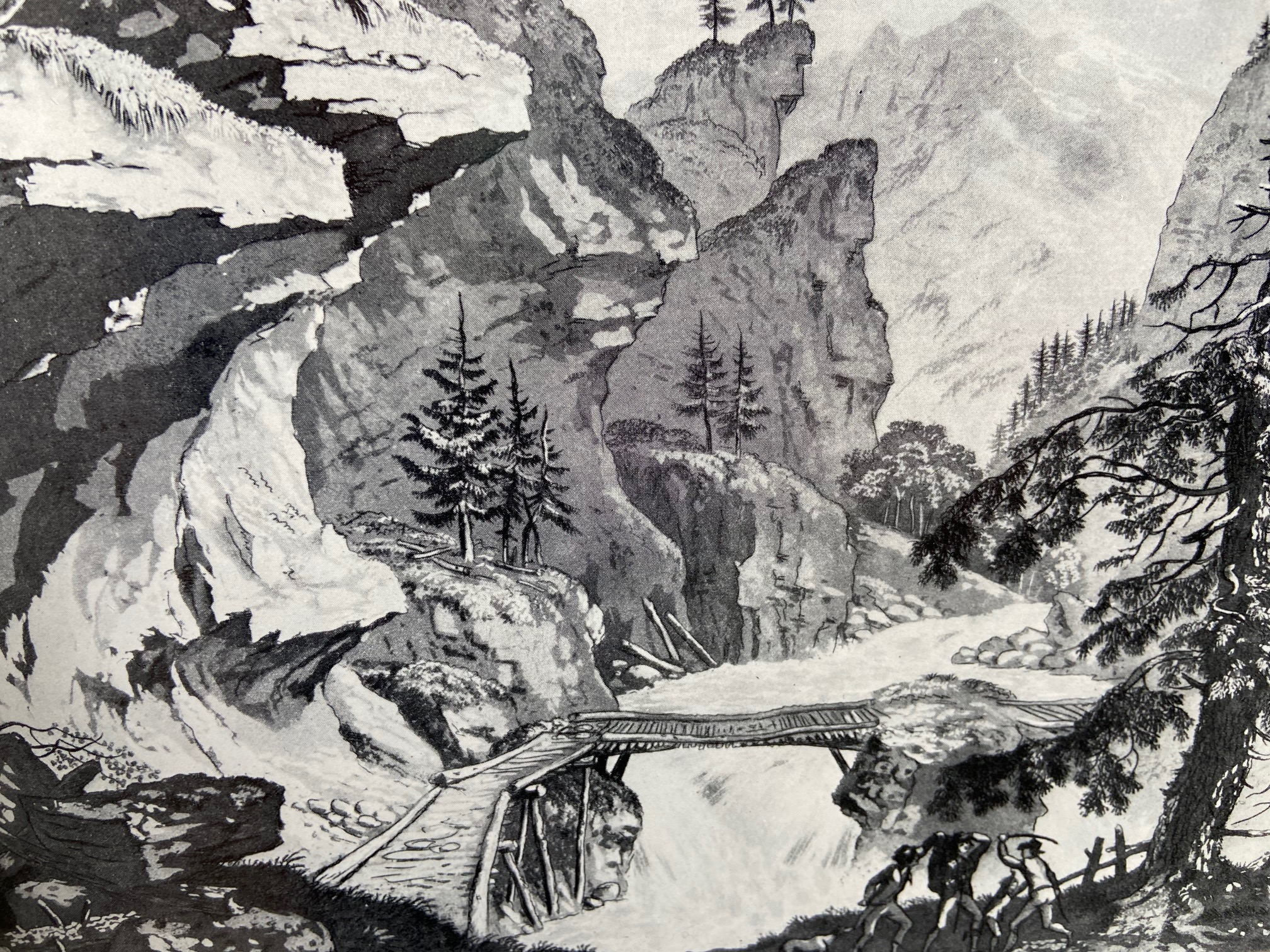
Aquatinta von Ludwig Hess aus dem Jahre 1798 mit Ansicht des Saumweges nach Vals längs des Valser Rheines

Der Churer Bischof war seit dem Hochmittelalter wichtigster Grundbesitzer und Inhaber der Hoheitsrechte, die er den Freiherren von Belmont und später den Grafen von Sax-Misox als Lehen überliess. Vals gehörte zur Lugnezer Talkirche Pleif. Vor 1345 wurde eine eigene Pfarrpfründe gestiftet, ein Leutpriester wird 1520 erwähnt. Das Patrozinium der Kirche St. Peter am Platz ist 1451 bezeugt. Deshalb wird das Tal gelegentlich auch als St. Peterstal bzw. romanisch als Val Sogn Pieder bezeichnet. Der Neubau St. Peter und Paul datiert von 1643, die Wallfahrtskapelle St. Maria in Camp von 1692. Weitere Kapellen entstanden in den Aussensiedlungen.
Der Beitritt zum Oberen Bund erfolgte 1395, der Auskauf der bischöflichen Hoheitsrechte 1538. Die Gerichtsgemeinde Vals besass ein eigenes Zivilgericht samt Ammann, für die Kriminalgerichtsbarkeit vereinigte es sich mit dem Lugnez zum gleichnamigen Hochgericht. Vals setzte sich aus den vier Nachbarschaften zur Kirche, Camp mit Soladüra, Valé mit dem Peiltal sowie Leis mit Zervreila zusammen.

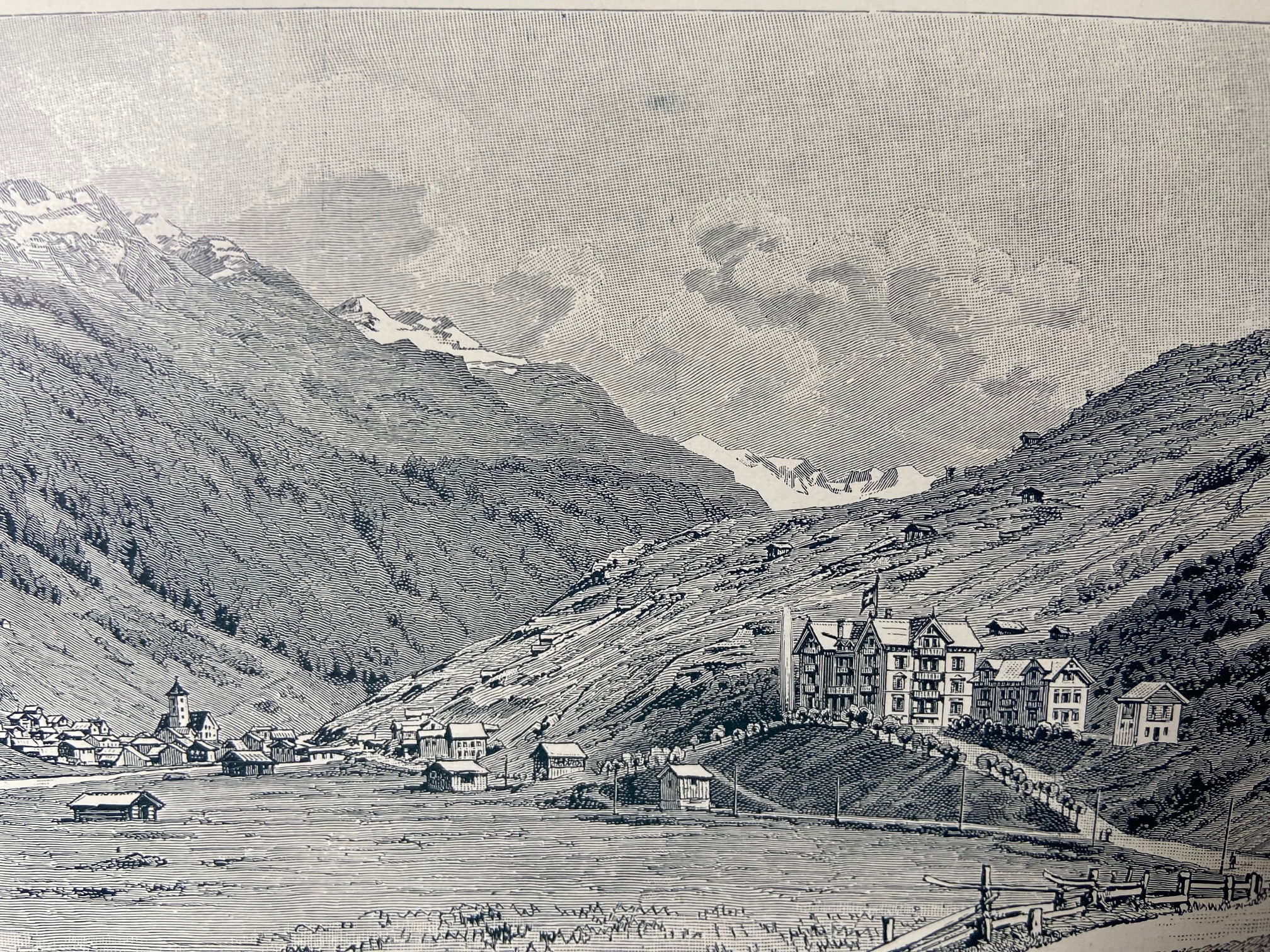
Vals in einem Bild von 1903 mit dem alten Kurbad

Der Weg talauswärts war bis zum Bau der Strasse 1881 beschwerlich, weshalb Vals lange Zeit gegen Süden und Osten zu seinen walserischen Nachbarn im Rheinwald und im Safiental orientiert war. Im Gegensatz zu diesen vermochte sich jedoch die Reformation in Vals nicht durchzusetzen, Vals blieb katholisch.
Es wurden Viehzucht wie Ackerbau in Einzelhofwirtschaft betrieben. Die Einzelsennerei blieb bis ins 20. Jahrhundert üblich. Welschlandhandel und ein bescheidener Export von Handelswaren mittels Trägern über den Valserberg bestanden vor allem ins Rheinwald und zu den südlich von Splügen und San Bernardino gelegenen Märkten. Die exponiertesten Dauersiedlungen in Zervreila und im Peiltal wurden ab dem 17. oder 18. Jahrhundert Maiensässe. Gut bezeugt ist die saisonale Wanderung von Erntearbeitern ins Rheinwald sowie die Schwabengängerei vieler Kinder nach Süddeutschland.
Die Hochwasser- und Lawinengefahr in Vals ist gross. Erst nach der Anlage der Fahrstrasse von Ilanz her 1878–1879 orientierte sich die Gemeinde nach Norden. 1893 öffnete das Kurhaus und die Badeanstalt. Ein Bad ist allerdings schon 1732 bezeugt. 1970 wurde ein neues Kurzentrum eröffnet. 1951 bis 1958 erfolgte der Bau der Zervreilakraftwerke. Seit 1961 wird das Valserwasser vertrieben, Skilifte bestehen seit 1964. Vals als grösste und einzige deutschsprachige Gemeinde im Kreis Lugnez ist seit 1988 im Turnus Landsgemeindeort. Das wirtschaftliche Rückgrat der Gemeinde bildet der Tourismus mit 1093 Gästebetten im Jahr 2002. Das 1996 in Betrieb genommene neue Thermalbad Therme Vals, ein architektonisches Meisterwerk von Peter Zumthor, machte Vals berühmt. 2012 erhielt das Dorf den europäischen Dorferneuerungspreis.
Die bisher selbständige Gemeinde St. Martin wurde per 1. Januar 2015 in die Gemeinde Vals eingegliedert.

### Bombardierung durch alliierte Kampfbomber vom 22. Februar 1945
Während des Zweiten Weltkrieges wurde das Dorf von alliierten Kampfbombern bombardiert. Mehrere Dorfbewohner wurden getötet oder verletzt. Ob es sich um ein Versehen handelte, ist ungeklärt. Die Luftlinie zwischen der italienischen Grenze und dem Dorf beträgt nur 15 Kilometer.

### Lawinenkatastrophe vom 20. Januar 1951
Im Lawinenwinter 1951 ging in Vals eine zerstörerische Lawine nieder. Im Talgrund waren innert drei Tagen anderthalb Meter Neuschnee gefallen. Am 20. Januar 1951 ging im Malatobel eine Lawine nieder, was zuletzt 1812 der Fall gewesen war. Der Gemeindepräsident ordnete die Evakuierung gefährdeter Häuser an, was aber nicht oder nur teilweise befolgt wurde. Um 21.59 Uhr ging die Alpbühllawine nieder und erfasste den gesamten Dorfteil auf der Westseite des Tals zwischen Glüs und dem Kurhaus bei der Therme. 11 Häuser und 12 Ställe wurden von der Lawine erfasst. Insgesamt wurden 30 Menschen verschüttet, davon starben 19, darunter 14 Kinder. Auch 12 Rinder und 13 Ziegen kamen ums Leben.

## Wappen
| Wappen von Vals GR | Blasonierung: «Schrägrechtsgeteilt von Gold (Gelb) und Schwarz, in Gold eine schwarze Blockstiege (Belmontstiege), in Schwarz ein goldener Schlüssel, den Schlüsselbart linksgewendet» |
| Wappen von Vals GR | Der Schlüssel ersetzt die Petrusfigur aus einem alten Gemeindesiegel, während die Stiege auf die grundherrlichen Rechte der Belmont hinweist.                                          |

## Bevölkerung

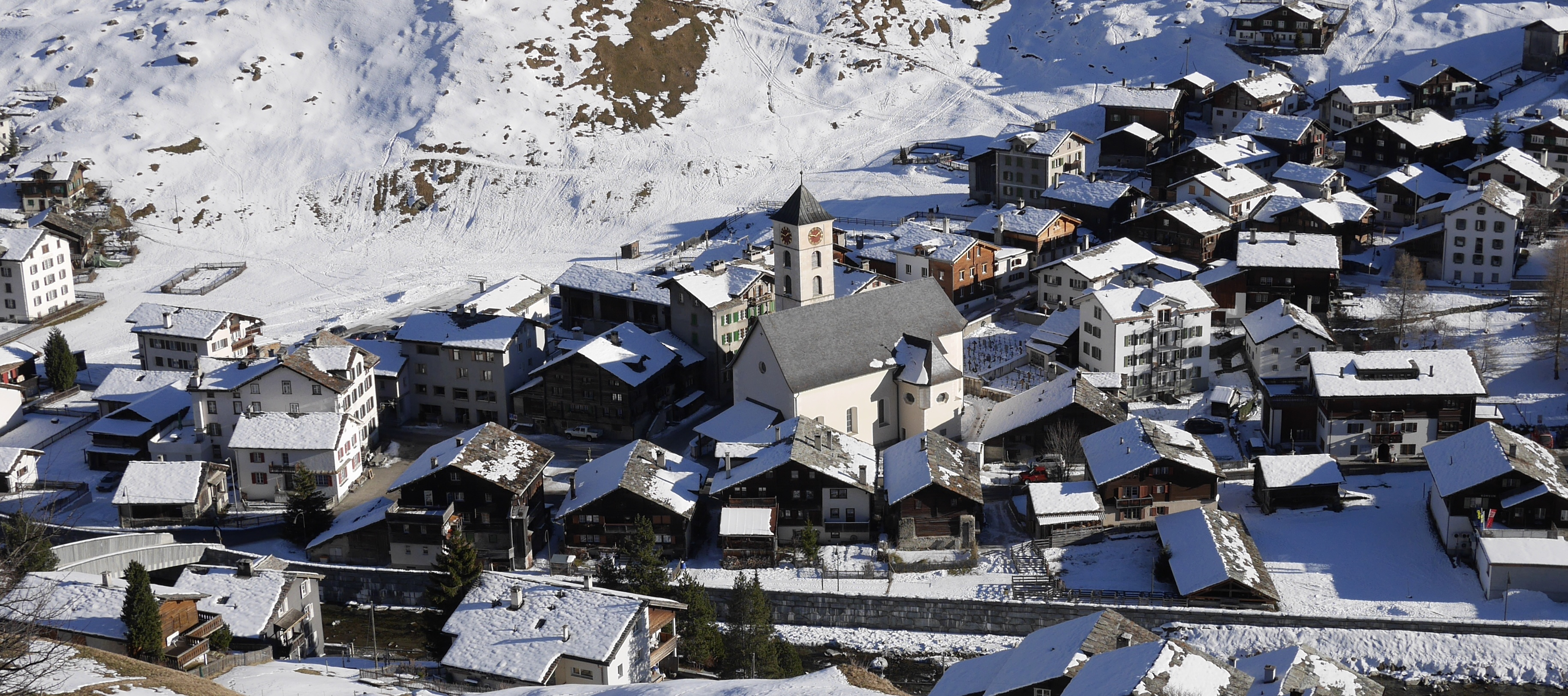
Winteransicht von Vals von oben

| Bevölkerungsentwicklung | Bevölkerungsentwicklung | Bevölkerungsentwicklung | Bevölkerungsentwicklung | Bevölkerungsentwicklung | Bevölkerungsentwicklung | Bevölkerungsentwicklung | Bevölkerungsentwicklung | Bevölkerungsentwicklung |
| ----------------------- | ----------------------- | ----------------------- | ----------------------- | ----------------------- | ----------------------- | ----------------------- | ----------------------- | ----------------------- |
| Jahr                    | 1658                    | 1850                    | 1900                    | 1950                    | 1970                    | 2000                    | 2019                    | 2020                    |
| Einwohner               | 800                     | 761                     | 736                     | 943                     | 1037                    | 885                     | 979                     | 946                     |

## Wirtschaft
Vals ist zum grossen Teil vom Tourismus abhängig, besitzt jedoch dank dem anstehenden Gestein und der Thermalquelle auch einen starken Gewerbesektor.

### Truffer AG

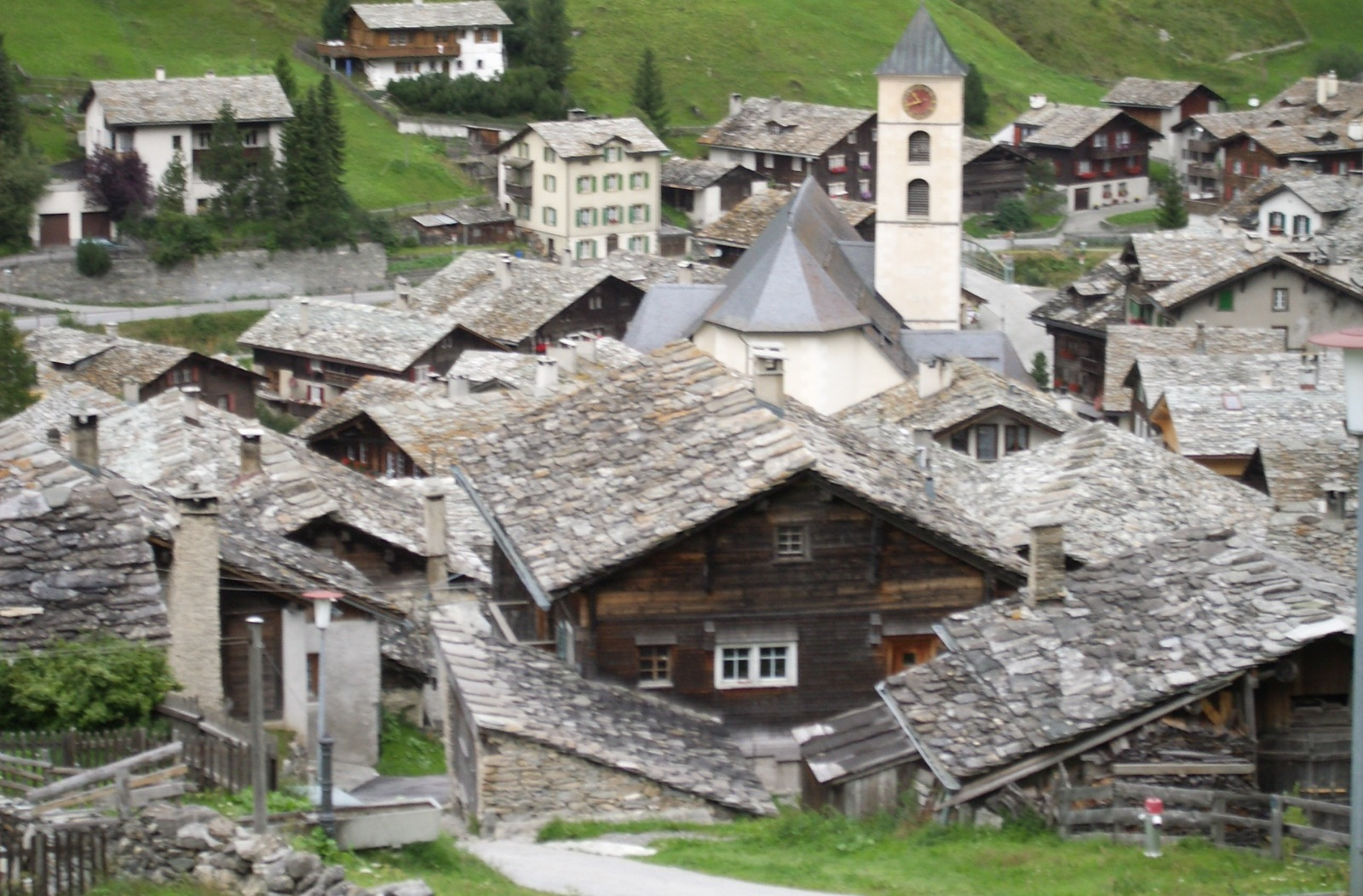
Die Dächer sind in Vals mit lokalem Stein zu decken.

Das Familienunternehmen Truffer AG bearbeitet Steinplatten (Valser Quarzit) für die Baubranche und stellt Platten für den Bau von Inneneinrichtungen (z. B. Küchen) her. Ausser für die Therme lieferte die Unternehmung auch Steinplatten für den Bundesplatz in Bern und den Zürcher Sechseläutenplatz. 2022 erbaute die Firma das Haus Balma in Vals selbst mit einer prägnanten Steinplatten-Fassade unter Leitung des Architekten Kengo Kuma.
In Vals sind sämtliche Dächer – auch neuer Häuser – mit dem lokalen Stein zu decken. Das Ortsbild bleibt dadurch einheitlicher als in vergleichbaren Gebieten.

### Kraftwerke Zervreila AG
Die Kraftwerke Zervreila erzeugen durch Wasserkraft ihrer Speicherbecken Elektrizität. Der Stausee Zervreila ist der fünftgrösste in der Schweiz. Nach der kleinen Zentrale in Zervreila nutzt die Firma das Wasser durch Produktionsanlagen in Wanna, Safien, Rothenbrunnen und Realta, mit insgesamt genutzten knapp 1200 Höhenmetern. Die gesamte Anlage wurde im Jahre 1958 in Betrieb genommen. Am Bau beteiligten sich bis zu 1500 Personen. Der Name entstammt der ursprünglichen Siedlung Zervreila, welche sich in der Teilung des Tales etwa 1,5 km hinter der Staumauer befand. Wie üblich wurde für die abgerissene Kirche eine Kapelle erstellt, sie steht rund 100 Höhenmeter südöstlich über der Staumauer.

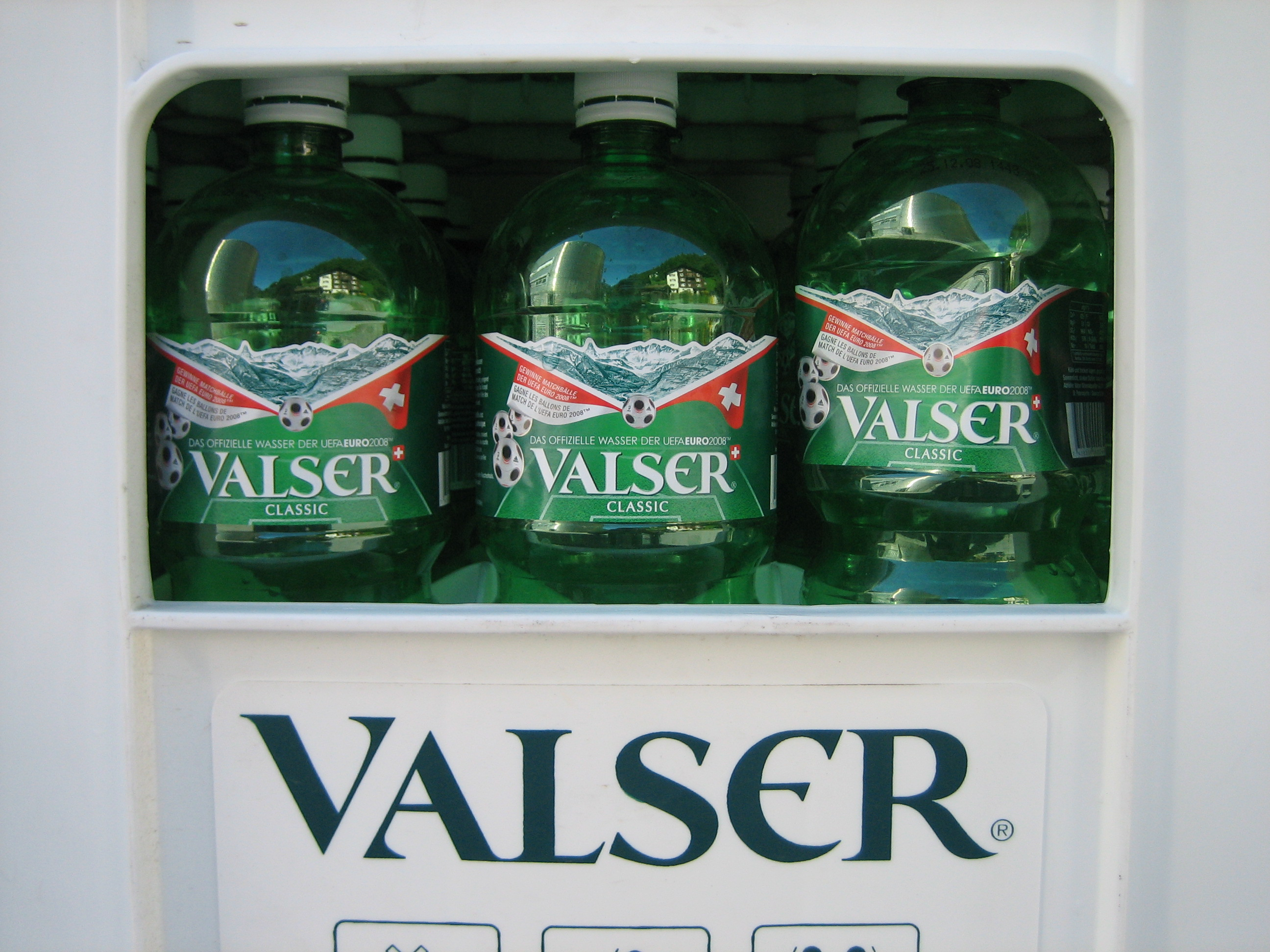
Valser Wasser

### Valser Mineralquellen AG
Valser, im Jahre 1960 von Donald M. Hess und Dr. Robert Schrauder gegründet und in die Hess Group integriert, gehört der Coca-Cola HBC. Valser ist nach inoffiziellen Angaben das bekannteste Mineralwasser der Schweiz und verdankt seinen Namen der St. Petersquelle. Die Quelle wird bereits seit Jahrhunderten als Heilquelle genutzt. Funde beim Bau des ersten Kurhotels hatten gezeigt, dass sie vermutlich schon in prähistorischer Zeit genutzt wurde. Die Valser Mineralquellen AG ist ein wichtiger Arbeitgeber im Dorf und besitzt neben verschiedenen modernen Anlagen auch ein Besucherzentrum.

## Tourismus

### Therme Vals

Thermal Bassin, Vals-Platz. Bild von Leo Wehrli, 1949

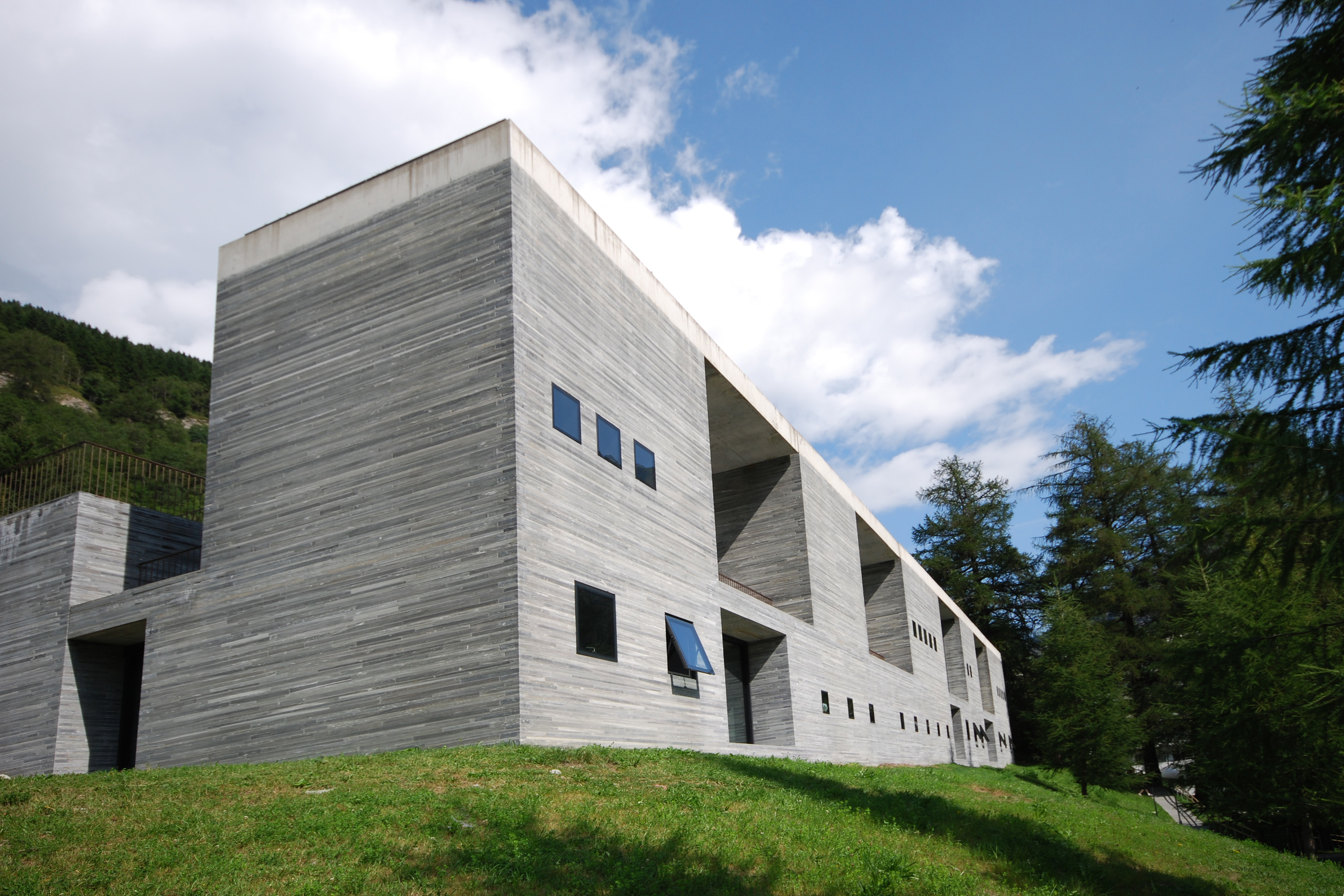
Therme in Vals

Seit 1893 bestanden mit wechselndem Erfolg Hotelbetriebe an der Thermalquelle. Die Therme Vals (früherer Name: Felsentherme) erfüllt die strenge Definition für ein Thermalbad, während die in ähnlichem Gestein liegenden Andeerer Quellen (südlich der Via Mala) nur 18 °C erreichen. Das Wasser tritt mit zirka 30 °C aus dem Boden aus. Jeweils die Hälfte des Wassers wird von der Valser Mineralquellen AG und vom Thermalbad genutzt. Die aktuelle, 1996 neu gebaute Therme des Architekten Peter Zumthor wurde mit rund 60'000 Steinplatten aus Valser Quarzit gebaut, die im nahegelegenen Steinbruch abgebaut werden.
Die Therme Vals gehörte zusammen mit dem Hotel Therme der Gemeinde Vals. Diese hatte die Gesellschaft im Oktober 1983 von einer Schweizer Grossbank gekauft, um den drohenden Konkurs abzuwenden. Am 9. März 2012 entschied die Gemeindeversammlung, dass die Hotel und Thermalbad Vals AG an die Stoffelpart AG des Churers Immobilienhändlers Remo Stoffel verkauft werden soll. Ebenfalls beworben hatte sich die IG Therme Vals mit Peter Zumthor. Im Dezember 2012 wurde der Verkauf abgeschlossen.

### Skigebiet Vals3000

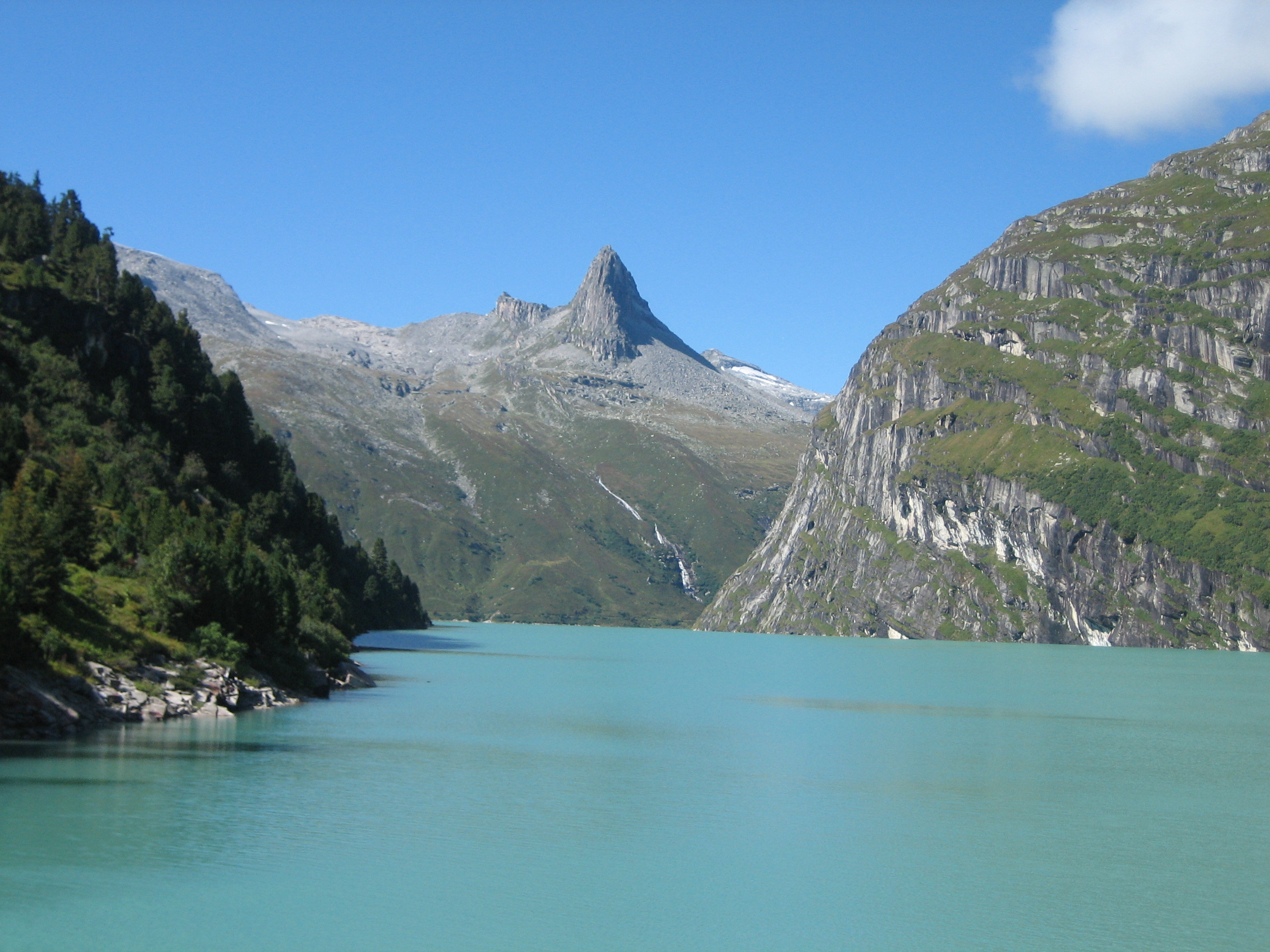
Zervreilasee und -horn

Das kleine Skigebiet beginnt ganz zuhinterst im Dorf und reicht hinauf zum Dachberg (ca. 2900 m), womit Vals zu den höhergelegenen Skigebieten des Kantons Graubünden zählt. Eine 8er-Gondelbahn vom Talgrund bis auf ca. 1820 m erschliesst das Skigebiet, oberhalb führen Skilifte bis auf den Dachberg (vier Skilifte, davon ein Kinderlift).

### Projekt Turmhotel
Am 25. März 2015 präsentierten der Valser Steinbruchunternehmer Pius Truffer und der Churer Finanzinvestor Remo Stoffel, aufgewachsen in Vals, das Projekt „Femme de Vals“: ein 381 Meter hohes Hotel mit 107 Zimmern auf 82 Stockwerken über einer Grundfläche von nur 30 × 16 m. Im Jahr 2017 sollten die Valser darüber abstimmen.
Nachdem zunächst lange über einen neuen Standort für das Turmprojekt diskutiert worden war, und auch eine millionenschwere Schuldenlast des Investors publik geworden war, zog Remo Stoffel im Juli 2019 von Chur mitsamt seiner Familie nach Dubai. Demnach kann das Projekt seitdem als hinfällig betrachtet werden.
Das Projekt wurde ebenso im Jahre 2016 in der Dokureihe Vom Bauen in den Bergen auf arte unter dem Titel „Neue alpine Architektur in der Schweiz“ thematisiert.

### Zervreila
Zervreila mit dem gleichnamigen Stausee vor dem Zervreilahorn wird vor allem im Sommer von zahlreichen Gästen besucht. Im Winter wird die etwa 8 km lange Strasse von Vals nach Zervreila streckenweise zur Schlittelbahn präpariert. Im Sommer kann die Strecke mit einem Trottinett befahren werden.

## Bilder

Vals Platz, Brücke und Kirche talaufwärts.
Bild von Leo Wehrli, 1948

Ansichtskarte von Vals GR um 1895

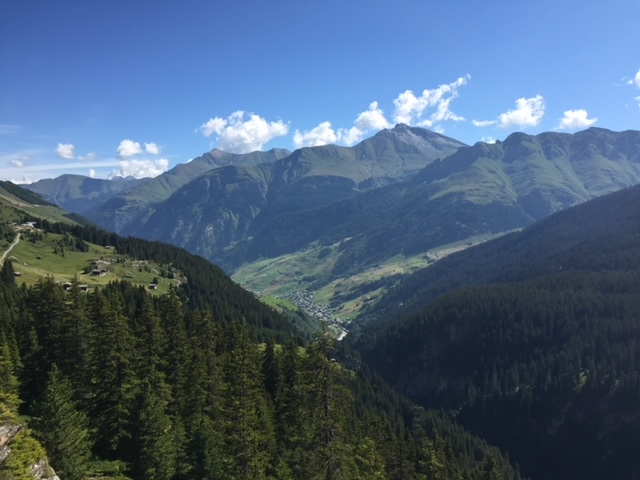
Valser Tal im Sommer mit Vals in der Mitte
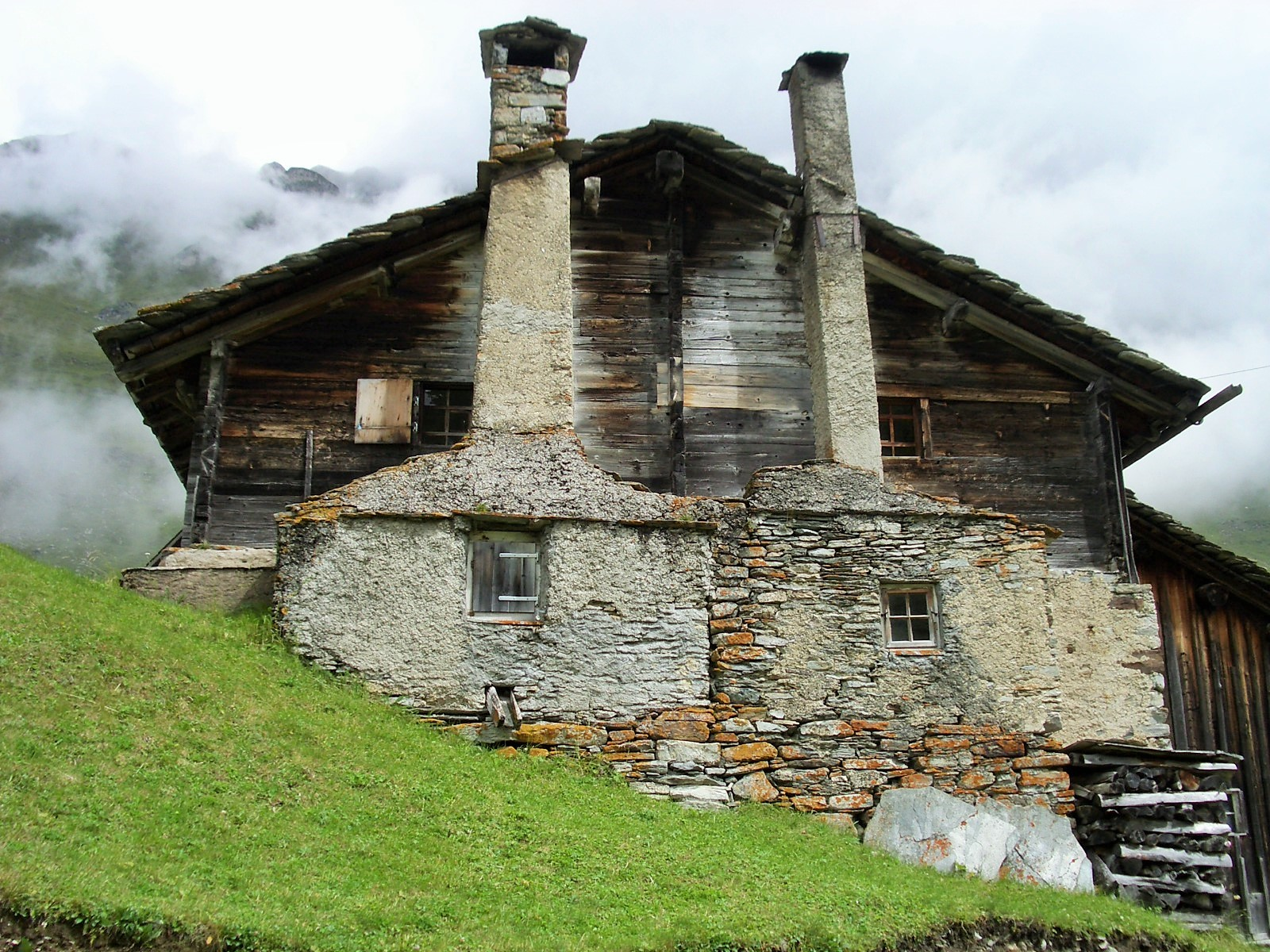
Maiensäss Chappelihus
 1728 m ü. M.
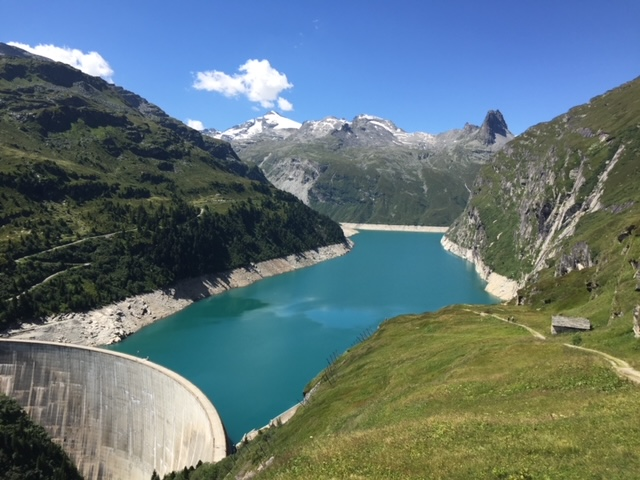
Stausee von Zervreila mit dem Weiler Frunt rechts
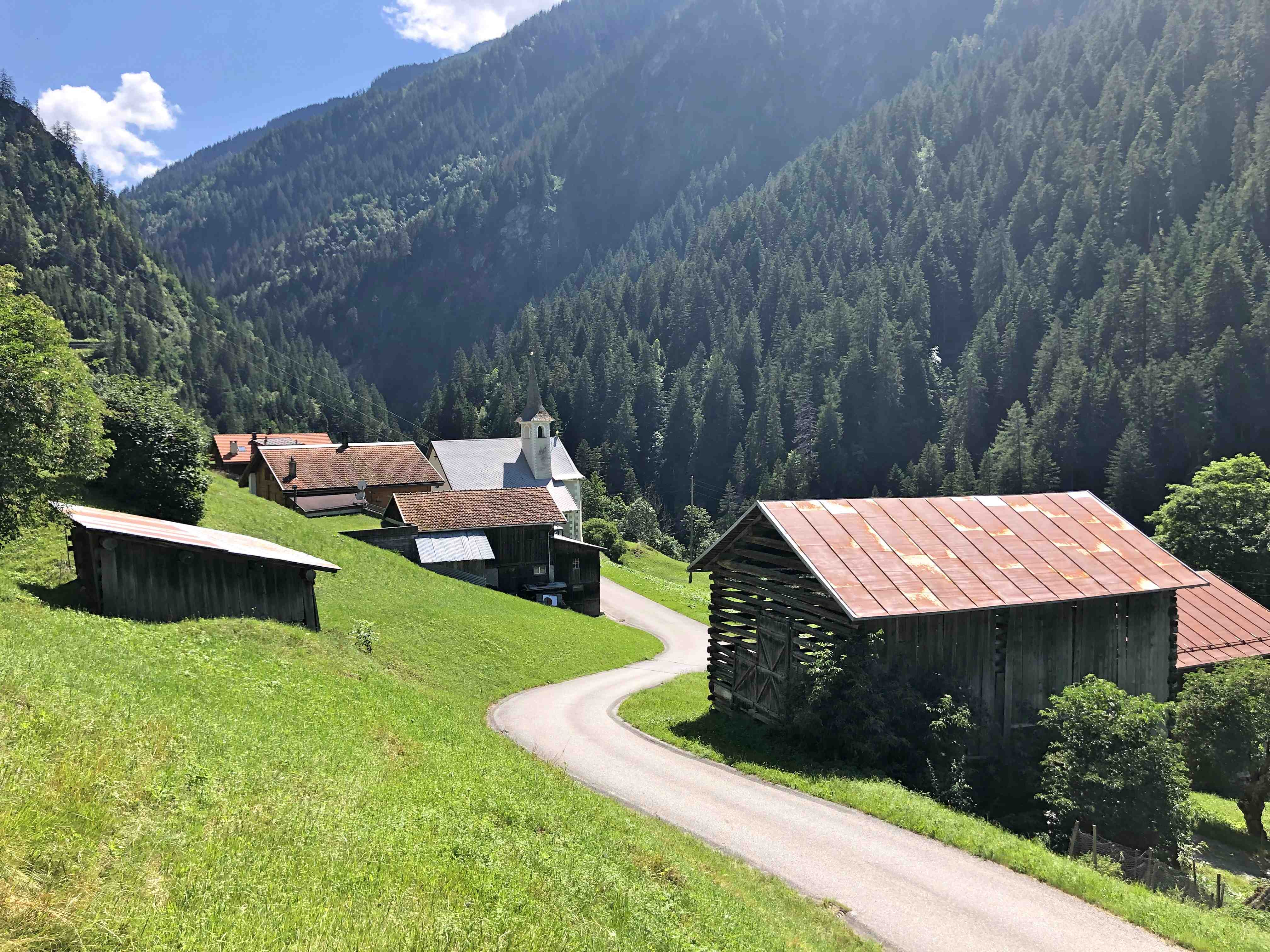
St. Martin, heute Teil der Gemeinde Vals
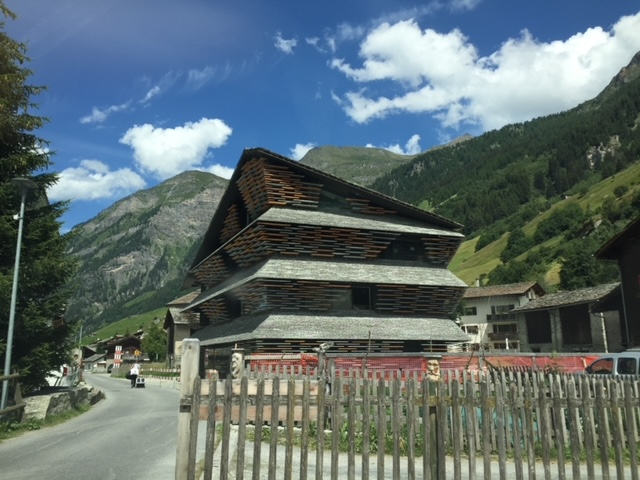
Haus Balma, erstellt von der Firma Truffer unter Architekt Kengo Kuma u. Ing. Schmid (Chur) 2022
- Prozession durch das Dorf Vals (Video)

## Sehenswürdigkeiten

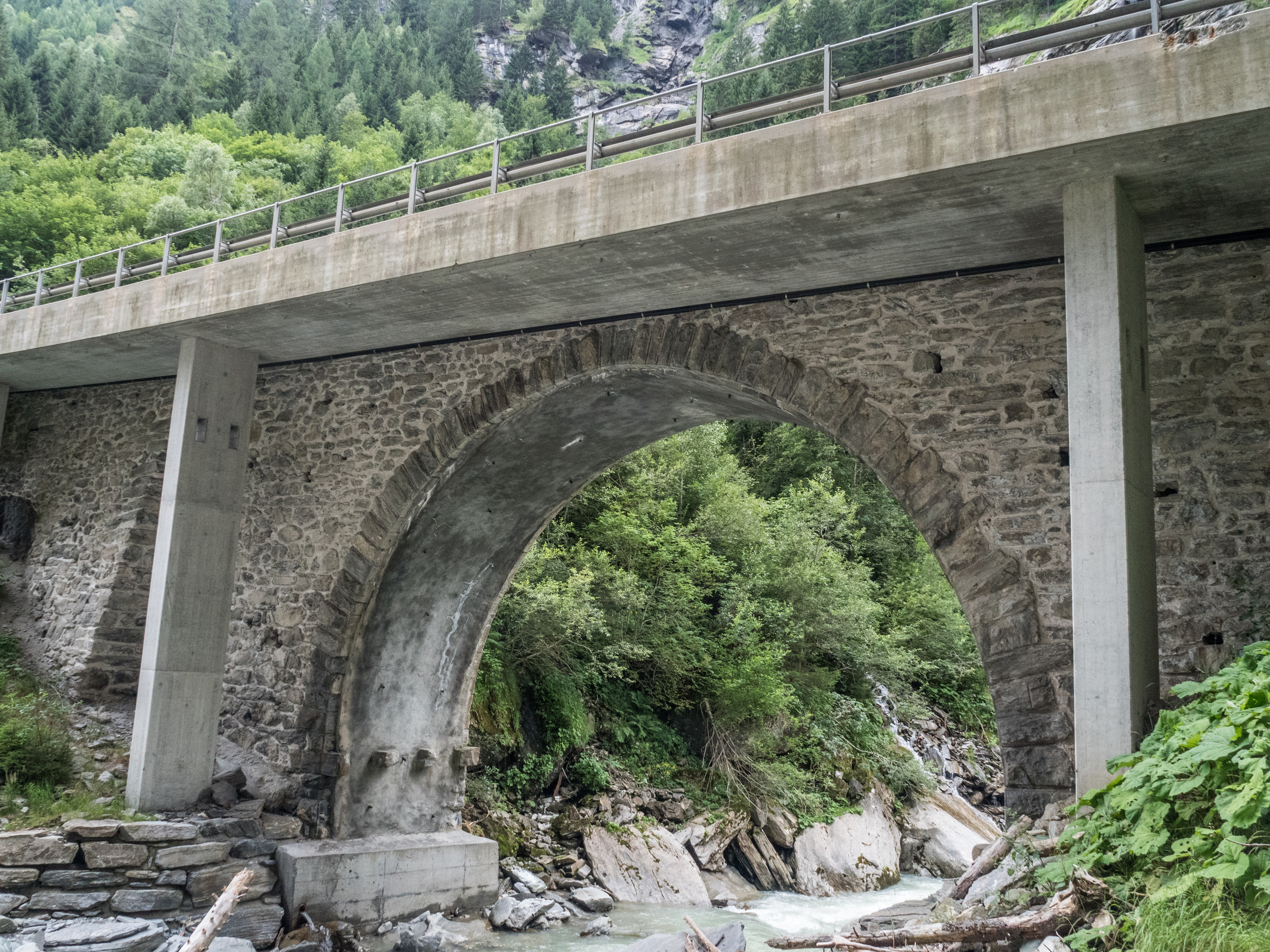
Hohe Brücke

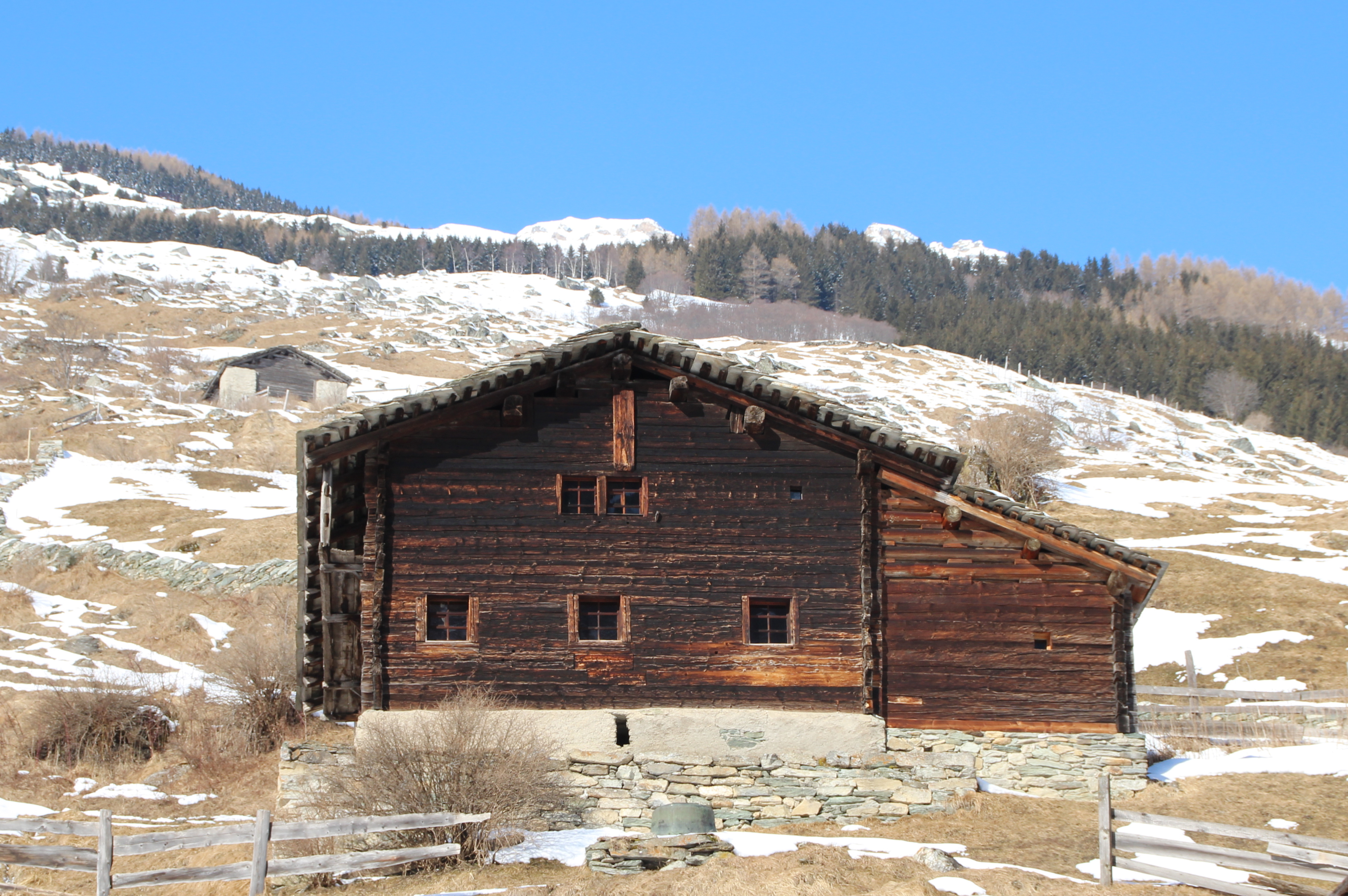
Heimatmuseum «Gandahus» in Vals

- Kirche St. Peter und Paul (15./17. Jh.) am Dorfplatz
- Wallfahrtskapelle Mariä Schmerzen (1692)[20]
- Thermalbad, 1996, Architekt: Peter Zumthor[21]
- Hotel Alpina, 2001–2006, Architekt: Gion A. Caminada[22]
- Hohe Brücke, 1998–1999, Architekten: Patrick Gartmann, Jürg Conzett[23]
- Maschinenhaus[24]
- Heimatmuseum «Gandahus»
- Lärchabodastall, denkmalgeschützt[25]

### Kapellen
In Vals stehen zahlreiche Kapellen und Bildstöcke. Die bekanntesten sind die
- Wallfahrtskapelle St. Maria in Camp
- Nikolauskapelle nördlich von Camp
- Kapelle St. Johannes Baptist auf Soladüra
- Kapelle Heilig Kreuz in Valé
- Kapelle St. Jakobus d. Ä. auf Leis
- Kapelle St. Anna auf Frunt
- Kapelle St. Bartholomäus auf Zervreila
- Kapelle St. Nikolaus von Flüe an der Strasse nach Zervreila
- Kapelle St. Michel auf Peil
- Kirche St. Martin mit Ardüser-Fresken in der Fraktion St. Martin GR
- Bergkapelle in Travisasch (oberhalb Munt)

## Persönlichkeiten
- Frank Baumann (* 1957), Werbefachmann, Radio- und Fernsehmoderator, Satiriker und Fernsehproduzent, lebt in Vals
- Gabriella Baumann-von Arx (* 1961), Autorin und Verlegerin, lebt in Vals
- Josef Jörger (1860–1933), Arzt, Psychiater, Dialektschriftsteller und erster Direktor der Klinik Waldhaus in Chur
- Johann Schmid (1850–1931), Jurist, Politiker und Nationalrat
- Martin Schmid (* 1969), Regierungsrat des Kantons Graubünden (Justiz- und Polizeidepartement)
- Konrad Toenz (1939–2015), Radiojournalist und Fernsehmoderator